# Бенуа Мажимель
Бенуа́ Мажиме́ль (фр. Benoît Magimel, нар. 11 травня 1974, Париж) — французький актор.

## Біографія
Бенуа Мажимель народився в родині медичної сестри та банківського службовця. В 12 років він успішно пройшов кастинг та отримав одну з двох головних ролей у фільмі Етьєна Шатілов «Життя — це довга спокійна річка». Соціальна комедія з життя 12-річних дітей, переплутаних при народженні і які виросли не у рідних батьків, полюбилася і глядачам, і критикам і отримала 4 «Сезара». За цією роллю були ролі в комедії Христини Ліпінські «Папа пішов, мама теж» (1989) і в телевізійному серіалі, а також виступи в різних телепередачах.
У 1993 р. Мажимель знову знявся у Крістіни Ліпінські — в «Украденому зошиті», романтичній драмі про часи Другої світової війни за участю Елоді Буше. За нею були численні ролі на телебаченні. У 1995 р. Бенуа Мажимель отримує роль другого плану у фільмі Матьє Кассовітца «Ненависть» за участю Венсана Касселя і Саїда Тагмау, який отримав приз за найкращу режисуру на Каннському кінофестивалі і три «Сезара», в тому числі як найкращий фільм року.
У 1996 р. Мажимель знявся в епізодичній ролі у фільмі Андре Тешіне «Злодії» за участю Катрін Деньов і Даніель Отей. За цю роль Джиммі Фонтани в 1997 р. Бенуа Мажимель номінувався на «Сезар» як найкращий актор і приз Мішеля Сімона. Після головної ролі ексцентричного Альфреда де Мюссе в історичному костюмному фільмі Діани Кюрі «Діти Століття» 1999 р. Мажимель зіграв роль марнославного короля Людовіка XIV в драмі «Король танцює» 2000 р., для чого провів три місяці у балетного верстата, вивчаючи танці епохи бароко. Новим етапом в акторській кар'єрі Мажимель стала головна чоловіча роль Вальтера Клеммера у фільмі Міхаеля Ханеке «Піаністка» за романом Ельфріди Єлінек. Його партнерка по фільму Ізабель Юппер за роль вчительки фортепіано Еріки Кохут отримала приз Каннського кінофестивалю 2001.
Після приголомшливого успіху «Піаністки» Мажимель знявся у двох фільмах французького режисера Клода Шаброля. У трилері «Квітка зла» його партнерками по фільму стали Сюзанна Флон і Наталі Бай, з якою він вже знімався у стрічці «Від Матвія». В екранізації кримінального роману Рут Ренделл «Подруга нареченої» його партнеркою стала Лаура Смет. Європейській публіці широко відомий фільм «Багряні ріки 2 — Ангели Апокаліпсису» — продовження «Багряних річок», в якому Мажимель знявся в дуеті з Жаном Рено, замість цього відмовився зніматися у Венсана Касселя. У 2005 р. Мажимель знявся в пригодницькому фільмі Жерара Піреса «Лицарі неба» і трилері Ліонеля Байло «Чесна гра» за участю Маріон Котіяр і «Selon Charlie» Ніколь Гарсіа за участю Жана-П'єра Бакрі.
Бенуа Мажимель живе в Парижі, з 1999 по 2003 рр.. його пов'язували близькі стосунки з актрисою Жульєт Бінош, з якою він познайомився на зніманні фільму «Діти століття». У них є дочка Ханна (нар. 2000 р.).

## Фільмографія
(Неповна фільмографія)
- 1988: Життя — це довга спокійна річка / La vie est un long fleuve tranquille
- 1989: Тато пішов, мама теж / Papa est parti, maman aussi
- 1993: Вкрадений зошит / Le cahier volé
- 1995: Самотня дівчина / La fille seule
- 1996: Ненависть / La haine
- 1996: Злодії / Les voleurs
- 1999: Діти Століття / Les enfants du siècle
- 2000: Від Матвія / Selon Matthieu
- 2000: Король танцює / Le roi danse
- 2001: Осине гніздо / Nid de guêpes
- 2001: Піаністка / La pianiste
- 2003: Квітка зла / La fleur du mal
- 2003: Дивні сади / Effroyables jardins
- 2004: Багряні ріки 2 — Ангели Апокаліпсису / Les rivières pourpres II — Les anges de l'apocalypse
- 2004: Подруга нареченої / La demoiselle d'honneur
- 2005: Лукавство / Trouble
- 2005: Лицарі неба / Les Chevaliers du ciel
- 2006: «Чесна гра» / Fair Play
- 2006: Selon Charlie
- 2006: «Бандити» / Truands
- 2007: «Одна дівчина на двох» / La fille coupée en deux
- 2008: Двоє в порожньому Парижі
- 2010: «Без доказів» / Sans laisser de traces
- 2011: Загін особливого призначення / Forces spéciales
- 2012: Мій шлях / Cloclo
- 2015: «Молода кров» / La tête haute
- 2016: «Дочка Бреста» / La Fille de Brest
- 2017: «Біль» / La Douleur
- 2020: «Коханці» / Amants
- 2021: «Після мене» / De son vivant
- 2022: «Пацифікація / Pacifiction

## Визнання
У 2013 році Бенуа Мажимель став офіцером французького Ордена Мистецтв та літератури.
| Рік                                           | Категорія                            | Номінант          | Результат    |
| --------------------------------------------- | ------------------------------------ | ----------------- | ------------ |
| Кінофестиваль Актори екрану                   |                                      |                   |              |
| 1997                                          | Приз Мішеля Сімона найкращому актору | Злодії            | Перемога     |
| Премія «Сезар»                                |                                      |                   |              |
| 1997                                          | Найперспективніший актор             | Злодії            | Номінація    |
| 2013                                          | Найкращий актор другого плану        | Мій шлях          | Номінація    |
| 2016                                          | Найкращий актор другого плану        | Молода кров       | Перемога     |
| Європейська кіноакадемія                      |                                      |                   |              |
| 2001                                          | Найкращий актор                      | Піаністка         | Номінація    |
| Каннський кінофестиваль                       |                                      |                   |              |
| 2001                                          | Найкраща чоловіча роль               | Піаністка         | Перемога     |
| Валансьєннський фестиваль пригодницького кіно |                                      |                   |              |
| 2002                                          | Приз Ремі Жульєна                    | Приз Ремі Жульєна | Перемога     |
| Премія «Кришталевий глобус»                   |                                      |                   |              |
| 2019                                          | Найкращий актор                      | Біль              | В очікуванні |